# بتليات
البتليات أو الذيول البتلة أو فصيلة بيتالوريدي (الاسم العلمي: Petaluridae)، هي فصيلة يعاسيب وهي على ما يبدو من أقدم اليعاسيب الحقيقية الباقية، تضم أنواع أحفورية من العصر الجوراسي (منذ أكثر من 150 مليون سنة).